# Закон о наслеђивању
Закон о наслеђивању (Енглески језик: Act of Settlement). Актом о нагодби, енглески парламент створио је нову основу за протестантско наследство на престолу у Краљевини Енглеској 1701. године. Као правило наследства на престолу, Акт о нагодби и данас важи у Великој Британији, али је суштински промењен од 2015. године такозваним Пертским споразумом.

## Опис и историја
Актом о превласти 1558. потврђена је независност Енглеске цркве од римокатоличанства под енглеским монархом. У политичкој кризи познатој као Славна револуција 1688. године, краљ Вилијам III Орански, римокатолик, перципирао је напад на енглеску цркву. Џејмс II Стјуарт је свргнут у корист своје ћерке Мери II и њеног супруга Вилијама III Потреба за Актом нагодбе подстакнута је неуспехом Вилијама и Мери, као и њене сестре - будуће краљице Ане - чак је и она, и пре него што је дошла на престо, остала без потомства. Тако је у Енглеској настала династичка криза римокатоличке религије и осталих чланова Куће Стјуарт. Лоза Софије из Хановера била је најмлађа међу Стјуартима, али састојала се од убеђених протестаната који су желели да подрже Енглеску цркву. Софија је умрла 8. јуна 1714. године, пре смрти краљице Ане 1. августа 1714. године. Након смрти краљице Ане, Софијин син је прописно постао краљ Џорџ I и покренуо династију Хановериани у Британији.
Тај чин је играо кључну улогу у формирању Краљевине Велике Британије. Енглеска и Шкотска делиле су монарха од 1603. године, али су остале одвојене државе. Парламент Шкотске је више оклевао од Енглеза да напусти кућу Стјуарт, чији су чланови били шкотски монарси много пре него што су постали енглески. Енглески притисак на Шкотску да прихвати Закон о наслеђивању био је фактор који је 1707. довео до парламентарне уније двеју земаља. Према Закону о наслеђивању, свако ко је постао римокатолик или се оженио био је дисквалификован из наслеђивања престола. Закон је такође ограничио и улогу странаца у британској влади и монархову моћ над парламентом Енглеске. Неке од ових одредби измењене су каснијим законодавством. Заједно са декларацијом о правима из 1689. године, Закон о наслеђивању остаје један од најважнијих уставних аката до данас који регулише наследство не само престола Уједињеног Краљевства већ и осталих преграда Заједнице, било усвајањем или патријартацијом . Закон о поравнању не може се променити ни у једном подручју, осим у парламенту овог подручја и по договору само уз сагласност свих осталих подручја, јер утиче на сукцесију заједничке круне.

## Измене: Споразум из Перта
Од 2008. године, коју је покренула тадашња лабуристичка влада под водством Гордон Брауна, преговара се о амандману на Акт о наслеђивању. Дана 27. октобра 2011. године, Крунске земље Комонвелта у Перту (Аустралија) сложили су се да га реформишу. Према статуту Вестминстера, за промену наследне линије било је потребно одговарајуће законодавство свих 16 држава Комонвелта у којима је британска краљица или британски краљ шеф државе, осим ако се национално законодавство једноставно не односи на регулисање наследства на престолу Уједињеног Краљевства. Иако су сва царства Комонвелта иначе ратификовала нову уредбу до краја 2013. године, примена је одложена у Аустралији, где су све државе морале појединачно да одлуче, а затим и све државе заједнички да усвоје нову уредбу о наслеђивању на престол. Тек 3. марта 2015. године одобрење је дао парламент западне Аустралије, затим аустралијски парламент 17. марта, Сенат 19. марта и Краљевска сагласност 24. марта. Два дана касније, британски потпредседник владе Ник Клег обавестио је Парламент да је нови режим сукцесије ступио на снагу 26. марта 2015.
Следеће се односи на наследство на престолу, без обзира на пол, према редоследу рођења; ово правило се односи на све потенцијалне престолонаследнике рођене после 28. октобра 2011. Када је ступио на снагу, овај пропис је прво утицао на места 28 и 29 на линији сукцесије, где се Сена Левис (* 2010) померила испред свог брата Тане Левис (* 2012).
Друго, брак са католиком више не доводи до искључења из линије наследства, али сам владар мора припадати Англиканској цркви. Ова уредба се ретроактивно примењује на све могуће наследнике престола и, када је ступила на снагу, прво је утицала на 34. место у низу наследства на које је враћен Георг Виндсор, гроф од Сент Ендруза; његово двоје најстарије деце било је искључено из наследне линије јер припадају католичкој цркви.
Треће, само шесторици следећих престолонаследника сада је потребан пристанак садашњег владара да се венчају, па је тако укинут Закон о краљевским браковима из 1772. године. За разлику од Закона о краљевским браковима, бракови склопљени без пристанка више нису ништавни, већ само воде ка искључењу дотичне особе и њихових потомака из наследне линије.